# Shaun Cooper
Shaun Cooper (12 de noviembre de 1980) es un músico estadounidense, bajista de la banda de rock alternativo Taking Back Sunday y del grupo indie rock Straylight Run.

## Biografía

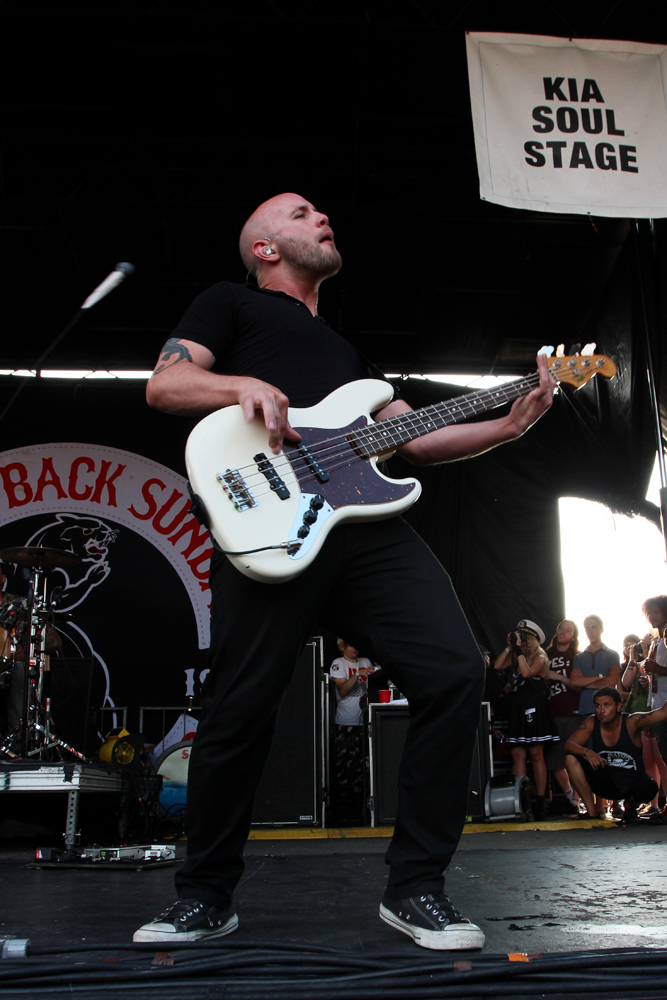
Shaun cooper actuando en Warped Tour en 2012

Shaun Cooper entró en Taking Back Sunday a finales de 2000, para sustituir al bajista original Jesse Lacey, que había dejado la banda por problemas con John Nolan y que fundaría poco después otra banda de rock alternativo de gran éxito, Brand New. Cooper graba Tell All Your Friends con Taking Back Sunday en 2002, pero un año más tarde se marcha de la banda junto con Nolan.
Aún a día de hoy no están claras las razones oficiales de la marcha de ambos. Lo que sí es cierto es que Nolan alegó en su momento "diferencias musicales" y de "cambio de rumbo en la banda". Nolan y Cooper crean en 2003 la banda de indie rock Straylight Run, junto con Michelle Nolan (hermana de John) y Will Thomas Noon, ex batería de Breaking Pangaea (curiosamente la banda de la que procedía Fred Mascherino para sustituir a Nolan en Taking Back Sunday). Con Straylight Run ha grabado una demo, un EP y dos álbumes. Todos los trabajos han sido distribuidos por Victory Records, misma discográfica de Taking Back Sunday en sus dos primeros álbumes.
El 31 de marzo de 2010, Nolan y Cooper regresaron Taking Back Sunday tras ocho años de ausencia y la banda recuperó, así, su formación original con la que grabaron Tell All Your Friends.